# Богоссян, Ален
Але́н Богосся́н (фр. Alain Boghossian; арм. Ալեն Պողոսյան; род. 27 октября 1970[…], Динь-ле-Бен) — французский футболист, выступавший на позиции полузащитника.

## Карьера

### Клубная
Богоссян начал свою карьеру в марсельском «Олимпике», где он играл в составе дубля. В 1992 году с целью получения игровой практики он перешёл в футбольный клуб «Истр», игравший на тот момент во второй французской лиге. После сезона в «Истре» он вернулся в «Олимпик». В 1994 году Алена Богоссяна купил итальянский клуб из Серии А «Наполи». После трёх лет игры в неапольском клубе он перешёл в состав «Сампдории». За генуэзский клуб футболист играл в течение сезона, после этого перешёл в «Парму», в составе которой в финале Кубка УЕФА 1998/99 обыграл свою бывшую команду «Олимпик» со счётом 3:0.
В 2002 году Богоссян подписал контракт с клубом Испанского Премьер-Дивизиона «Эспаньол». После сезона игры в испанском клубе Ален завершил карьеру профессионального футболиста.

### В сборной
Богоссян был игроком основы сборной Франции с 1997 по 2002 год. Участвовал в чемпионатах мира 1998 и 2002. Стал чемпионом мира в 1998 году.

### Тренерская
С 2008 по 2012 год Богоссян занимал пост помощника главного тренера сборной Франции, покинув его после назначения главным тренером Дидье Дешама.

## Достижения
- Чемпион мира: 1998
- Обладатель Кубка УЕФА: 1999
- Обладатель Кубка Италии: 1999, 2002
- Обладатель Суперкубка Италии: 1999

## Личная жизнь
Отец армянин из Франции, мать из Аргентины. В 2001 году вместе с Юрием Джоркаеффом поблагодарил президента Франции за официальное признание геноцида армян. Почётный гражданин Армении.